# Nadleśnictwo Międzyzdroje
Nadleśnictwo Międzyzdroje – jednostka organizacyjna Lasów Państwowych podległa Regionalnej Dyrekcji Lasów Państwowych w Szczecinie.
Siedziba nadleśnictwa znajduje się w Międzyzdrojach.

## Położenie geograficzne
Nadleśnictwo Międzyzdroje położone jest w całości w granicach województwa zachodniopomorskiego, na terenie powiatów: Świnoujście (grodzki) i Kamień Pomorski, oraz 6 gmin: Świnoujście, Międzyzdroje, Wolin, Golczewo, Kamień Pomorski i Dziwnów.
Zasięg terytorialny nadleśnictwa wynosi 66047 ha. Z obszaru zasięgu administracyjnego nadleśnictwa wyłączone są tereny Wolińskiego Parku Narodowego.

## Położenie przyrodnicze
a. Kraina przyrodniczo-leśna – Bałtycka
b. Dzielnice przyrodniczo-leśne – Pas Nadmorski i Nizina Szczecińska
Grunty zarządzane przez Nadleśnictwo Międzyzdroje położone są na wyspach bałtyckich: Wolin, Uznam i Karsibór oraz częściowo na stałym lądzie.
Powierzchnia nadleśnictwa wynosi 12 441 ha, w tym powierzchnia leśna 11 730 ha.

## Krajobraz
Krajobraz wysp bałtyckich – Wolin, Uznam i Karsibór, w tym również dużej części Nadleśnictwa Międzyzdroje został ukształtowany przez lądolód skandynawski, który wycofał się z tych terenów około 12 tys. lat temu, po nim pozostały liczne wysokie wzgórza, w większości znajdujące się na gruntach Wolińskiego Parku Narodowego oraz głazy narzutowe rozrzucone po całym terenie, największy z tych głazów znajduje się przy brzegu Zalewu Kamieńskiego w pobliżu wyspy Chrząszczewskiej i nazwany jest „Kamieniem Królewskim”.
Po wycofaniu się lądolodu skandynawskiego, krajobraz terenu nadleśnictwa był kształtowany w dalszym ciągu przez rzekę Odrę oraz prądy morskie, skutkiem tych procesów było utworzenie obecnej wstecznej delty cieśniny Świny oraz żółtych i brunatnych pofałdowanych wydm porośniętych teraz przez bory sosnowe i lasy mieszane.
Obecnie rzeka Odra w wyniku procesów akumulacyjnych uchodzi do morza trzema odnogami o nazwach: Dziwna, Świna i Piana, dwie pierwsze znajdują się na terenie Polski, natomiast Piana na terenie Niemiec.
Duże znaczenie na kształtowanie obecnego krajobrazu miał fakt wybudowania na początku ubiegłego stulecia sztucznego kanału nazwanego Kanałem Piastowskim, który ułatwiał żeglugę do portu w Szczecinie. Kanał ten utworzył sztucznie wyspę Karsibór.

## Historia
Po II wojnie światowej na obszarze, który obejmuje obecny zasięg terytorialny Nadleśnictwa Międzyzdroje utworzono następujące Nadleśnictwa: Świnoujście, Warnowo, Kamień Pomorski, Golczewo i Przybiernów.
Historia powstania Nadleśnictwa Międzyzdroje datuje się od 1945, z chwilą rozpoczęcia odbudowy kraju
po II wojnie światowej.
Do roku 1949 na wyspach Wolin i Uznam utworzono dwa nadleśnictwa: Świnoujście i Warnowo. Siedziba Nadleśnictwa Świnoujście mieściła się w Międzyzdrojach w obecnym budynku nadleśnictwa przy ul Niepodległości 35 (dawniej Niepodległości 3) a Nadleśnictwa Warnowo w miejscowości o takiej samej nazwie. Obie siedziby nadleśnictw przed wojną również były siedzibami państwowych nadleśnictw niemieckich.
W roku 1949 połączono Nadleśnictwa Świnoujście i Warnowo w jedno dwuobrębowe Nadleśnictwo Świnoujście, natomiast w roku 1952 rozdzielono je z powrotem. W 1953 roku część lasów Nadleśnictwa Warnowo wstępnie przeznaczono już pod projektowany Park Narodowy, który ostatecznie utworzono 3.03.1960 r. pod nazwą Woliński Park Narodowy.
Po reorganizacji w Lasach Państwowych, w roku 1954, utworzono Woliński Rejon Lasów Państwowych w Międzyzdrojach, który funkcjonował w okresie od 1 lipca 1954 r. do 30 września 1958, obejmując swym zasięgiem nadleśnictwa: Świnoujście, Warnowo, Golczewo, Kamień Pomorski i Przybiernów.
Dokumenty z lat 1945-1954 w archiwum zakładowym się nie zachowały, wyjątek stanowią mapy i Plany Urządzania Lasu.
Z zapisów w Prowizorycznego Planu Urządzania Lasu dla Nadleśnictwa Świnoujście na lata 1952-1961 wynika, że nadleśniczym w tym czasie był F. Zieliński.
Wolińskim Rejonem Lasów Państwowych w Międzyzdrojach w latach 1954–1958, którego siedziba mieściła się przy obecnej ulicy Niepodległości 22, kierowali kolejno: Jerzy Hanulak, Czesław Jagła i Władysław Klimaszewski.
Po likwidacji rejonów w Lasach Państwowych w 1958 powstaje Nadleśnictwo Międzyzdroje.
Na terenie Nadleśnictwa Międzyzdroje w latach 1954–1965 funkcjonowała przywodna składnica drewna tzw. „Binduga” zlokalizowana przy Kanale Piastowskim na terenie obecnego leśnictwa Karsibór. Drewno spławiano tratwami Zalewem Szczecińskim do Stepnicy. Bindugę zlikwidowano, ponieważ spławiane drewno wielokrotnie stanowiło zagrożenie dla statków płynących torem wodnym ze Świnoujścia do Szczecina.
Po likwidacji Wolińskiego Rejonu Lasów Państwowych w Międzyzdrojach na wyspach Wolin, Uznam i Karsibór połączono (istniejące przed utworzeniem Wolińskiego Rejonu Lasów Państwowych Nadleśnictwo Świnoujście i Nadleśnictwo Warnowo) w jednoobrębowe Nadleśnictwo Międzyzdroje.
W latach 1971–1973 Nadleśnictwo Międzyzdroje prowadziło Zasadniczą Szkołę Leśną dla robotników z internatem. Szkoła i internat mieściły się w Lubiewie (obecnie budynek przy ul Wolińskiej 1 w Międzyzdrojach). Odpowiedzialnym pracownikiem nadleśnictwa za funkcjonowanie szkoły był adiunkt Andrzej Pyrczek, późniejszy inspektor regionalny. Budynek szkoły w roku 1981 wyburzono i wybudowano 8-rodzinny blok mieszkalny dla pracowników nadleśnictwa.
W roku 2006 Nadleśnictwo Międzyzdroje przyjęło grunty z Nadleśnictwa Rokita z północnej części obrębu Rokita o powierzchni 3296 ha oraz z Nadleśnictwa Gryfice 49 ha gruntów w pobliżu Kamienia Pomorskiego.

## Leśnictwa
- Dargobądz
- Karsibór
- Kołczewo
- Lubiewo
- Ładzin
- Stawno
- Świnoujście
- Troszyn